# Halvor Egner Granerud
Halvor Egner Granerud (* 29. Mai 1996 in Oslo) ist ein norwegischer Skispringer. Seine größten sportlichen Erfolge bisher sind die Gewinne des Skisprung-Gesamtweltcups in der Saison 2020/21 und in der Saison 2022/23, der Gesamtsieg bei der Vierschanzentournee 2022/23 sowie Goldmedaillen in den Mannschaftswettbewerben der Skiflug-Weltmeisterschaft 2020 und der Junioren-Weltmeisterschaften 2015.

## Leben
Halvor Egner Granerud ist der Urenkel des Kinderbuchautors und -illustrators Thorbjørn Egner (1912–1990).
Sein Idol ist Tom Hilde. Nicht nur waren beide im selben Skiclub, sondern wohnten jahrelang in derselben Nachbarschaft und gingen in dieselben Schulen. Seinen ersten Sprung von einer Schanze machte Granerud im Alter von fünf Jahren.
Granerud besuchte die sportlich orientierte weiterführende Schule WANG Toppidrett. Trainiert wurde er von 2002 bis 2008 von Jan Bertzen, Per Christian Næsset und Tor Dølvik, 2008 bis 2009 von Erlend Munkeby und Arild Sørensen, 2009 von Kristoffer Gaustad, 2009 bis 2010 von Peter Sandell, 2010 bis 2012 von Marius Huse und Kjetil Moen, 2012 bis 2013 von Yngve Ludviksen, seit 2013 von Roy Erland Myrdal als Trainer der norwegischen B-Mannschaft und seit 2014 zusätzlich wieder beim Asker SK von Marius Huse. Beim A-Kader der norwegischen Nationalmannschaft, dem er seit dem Herbst 2018 angehört, ist sein Trainer Alexander Stöckl, der die Mannschaft seit 2011 betreut.
Im Frühjahr 2020 arbeitete Granerud als Nebenjob in einem Kindergarten in Trondheim.

## Erfolge

### Jugend
International hatte er seine ersten Auftritte im Sommer-FIS Cup 2013: In der Villacher Alpenarena belegte er am 13. und 14. Juli 2013 die Plätze 30 und 26. Im FIS Cup der Wintersaison 2013/14 auf dem Tveitanbakken in Notodden am 12. und 13. Dezember 2013 wurde er 29. und 14. Danach wechselte er zum Continental Cup. Bei den norwegischen Skisprung-Meisterschaften 2014 auf dem Skarbakken in Molde startete er für die Provinz Akershus und erhielt eine Bronzemedaille, gemeinsam mit Vegard Swensen, Rune Velta und Tom Hilde. Im Continental Cup gelang Granerud sein erster Sieg am 14. Februar 2015 auf der Salpausselkä-Schanze (HS 130) in Lahti vor Anže Lanišek und Janne Ahonen, nachdem er sowohl im ersten als auch im zweiten Durchgang die beste Punktzahl erzielt hatte.
Der größte Erfolg Halvor Egner Graneruds im Juniorenbereich war der Gewinn der Goldmedaille bei den Nordischen Junioren-Skiweltmeisterschaften 2015 im kasachischen Almaty im Mannschaftsspringen von der Normalschanze, gemeinsam mit Joacim Ødegård Bjøreng, Phillip Sjøen und Johann André Forfang. Im Einzelwettbewerb belegte er den 20. Platz.

### Im Weltcup angekommen: Saisons 2015/16 bis 2017/18

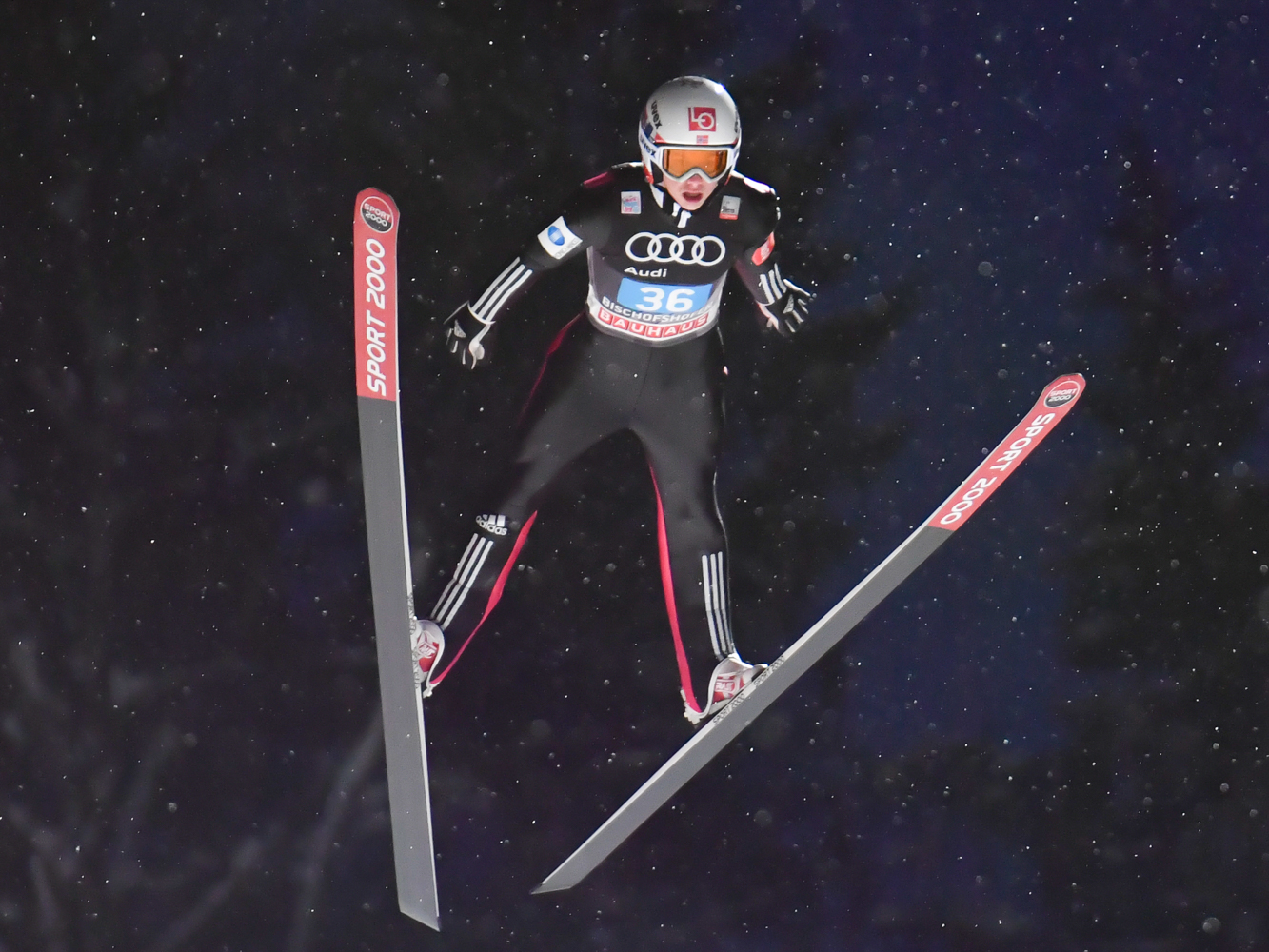
Halvor Egner Granerud bei der Vierschanzentournee 2016/17 in Bischofshofen

Zum ersten Mal am Skisprung-Weltcup nahm er am 5. Dezember 2015 beim Springen von der Normalschanze in Lillehammer teil, wurde aber, wie drei andere Norweger (Espen Røe, Joacim Ødegård Bjøreng und Joachim Hauer), wegen eines zu großen Anzugs (SCE4) disqualifiziert.  Bei den Junioren-Weltmeisterschaften 2016 im rumänischen Râșnov gewann er gemeinsam mit Marius Lindvik, Are Sumstad und Robin Pedersen die Silbermedaille hinter Deutschland. Mit dem norwegischen Mixed-Team verpasste er als Vierter knapp die Medaillenränge, während er im Einzelwettbewerb 17. wurde. Seine ersten Weltcuppunkte holte er am 30. Dezember 2016 bei der Vierschanzentournee in Oberstdorf mit dem 28. Platz nach einem 29. Platz im ersten Durchgang. Zum ersten Mal in die Top 10 sprang er mit seinem 5. Platz am 16. Dezember 2017 auf der Gross-Titlis-Schanze in Engelberg. Bei den Norwegischen Meisterschaften 2018 in Oslo gewann er auf der Normalschanze die Bronzemedaille.

### Steigerung im Weltcup: Saison 2018/19
Mit drei Platzierungen unter den besten Fünf im Weltcup 2018/19 (wobei seine beste Platzierung in der Saison ein vierter Platz auf der Ōkurayama-Schanze in Sapporo war) empfahl sich Granerud für die Weltmeisterschaften 2019 in Seefeld in Tirol. Dort belegte er schließlich von der Großschanze den 33. Rang und wurde mit der norwegischen Mannschaft Fünfter. Beim Springen von der Normalschanze wurde er nicht eingesetzt. Die Saison schloss er auf dem 15. Platz in der Weltcup-Gesamtwertung sowie mit dem Gewinn zweier Silbermedaillen bei den norwegischen Meisterschaften in Oslo ab. Mit seiner bis dato besten Saison im Rücken wurde Granerud erneut in den Weltcup-Kader eingeteilt.

### Außer Form: Saison 2019/20
Nachdem er im Sommer 2019 im Grand Prix noch einige gute Resultate erzielen konnte, befand sich Granerud zu Beginn des Winters 2019/20 außer Form. Daher ging er zunächst im Continental Cup an den Start, wo sich allerdings keine guten Ergebnisse einstellten. Aus diesem Grund zog sich Granerud ins Training zurück und verzichtete auf weitere Wettkampfsprünge. Erst Ende Februar kehrte er in Râșnov zum Weltcup zurück. Dabei zeigte er sich formverbessert und konnte bereits am zweiten Wettkampftag seine ersten acht Weltcup-Punkte der Saison holen. Die Saison schloss er auf Rang 61 der Weltcupgesamtwertung ab.

### Gesamtwertungssieger: Saison 2020/21
Im Sommer 2020 nahm er an den pandemiebedingt wenigen internationalen Wettkämpfen nicht teil, sodass vor der Saison die Ergebnisse der nationalen Leistungsvergleiche als wichtigster Maßstab galten. Ein erster Hinweis auf eine deutliche Leistungssteigerung im Vergleich zum Vorjahr lieferten die norwegischen Sommer-Meisterschaften in Trondheim, bei denen Granerud die Silbermedaille gewinnen konnte. Eine weitere Silbermedaille bei den nachgeholten norwegischen Meisterschaften 2020 Ende Oktober in Oslo bestätigte diesen Trend. Darüber hinaus gewann er gemeinsam mit Adrian Thon Gundersrud, Fredrik Villumstad und Marius Lindvik seinen ersten Meistertitel im Team. Aufgrund dieser Leistungen war Granerud Teil der norwegischen Mannschaft beim Weltcup-Auftakt in Wisła, wo er nach starken Sprüngen in der Qualifikation und beim Mannschaftsspringen zum Geheimfavoriten aufgestiegen war. Tatsächlich gelangen ihm beim Einzelspringen zwei starke Sprünge, er verpasste als Vierter jedoch knapp das Podest. Eine Woche später konnte er in Kuusamo im zweiten Einzelwettbewerb des Wochenendes nach einem erneuten vierten Platz am Vortag seinen ersten Weltcupsieg feiern. In den folgenden Wochen dominierte Granerud den Weltcup und gewann beide Wettbewerbe von der Tramplin Stork in Nischni Tagil sowie beide Springen in Engelberg. Lediglich bei der Skiflug-Weltmeisterschaft 2020, die zwischen den Springen in Nischni Tagil und Engelberg in Planica stattfand, musste er sich um 0,5 Punkte dem Deutschen Karl Geiger geschlagen geben. Gemeinsam mit Daniel-André Tande, Johann André Forfang und Robert Johansson wurde er zudem Skiflug-Weltmeister mit dem Team. Dabei errang Granerud als Schlussspringer in einem knappen Wettbewerb die entscheidenden Punkte gegenüber den zweitplatzierten Deutschen.
Mit den fünf Weltcup-Siegen in Folge ging Granerud als großer Favorit in die 69. Vierschanzentournee. In Oberstdorf wurde er Zweiter in der Qualifikation und Vierter im Wettkampf. In Garmisch-Partenkirchen erreichte er in der Qualifikation und im Wettbewerb den 2. Platz. Damit übernahm er die Führung in der Tournee-Gesamtwertung. Nach dem Qualifikationssieg in Innsbruck fiel er mit Platz 15 im Wettbewerb auf den 3. Tournee-Gesamtrang zurück. Nach Position 12 in Bischofshofen belegte er in der Gesamtwertung der Vierschanzentournee 2020/21 zum Abschluss den vierten Platz. Bei den anschließenden Weltcups in Titisee-Neustadt belegte er die Plätze zwei und eins. In Lahti gewann er am 23. Januar 2021 mit der norwegischen Mannschaft zum ersten Mal ein Teamspringen. Am darauffolgenden Tag führte er den Einzelwettbewerb nach dem ersten Durchgang mit über zehn Punkten Vorsprung an und sprang auch im zweiten Durchgang mit Abstand am weitesten, stürzte jedoch dabei und fiel auf Rang vier zurück.
Bei den beiden Weltcups in Willingen an 30. und 31. Januar 2021 erreichte er seinen siebten und achten Saisonsieg und stellte damit einen neuen Rekord mit den meisten Siegen eines norwegischen Skispringers innerhalb einer Saison auf. Bisher hatte diesen Roar Ljøkelsøy in der Saison 2003/04 mit sieben Siegen. Darüber hinaus gewann Granerud damit die Willingen-Six-Gesamtwertung, womit er ein zusätzliches Preisgeld in Höhe von 15.000 Euro erhielt. Am darauffolgenden Wochenende holte er in Klingenthal seinen neunten und zehnten Weltcupsieg. Bei den erneuten Weltcups in Zakopane erreichte er den siebten sowie den ersten Platz. Nach der Disqualifikation von Markus Eisenbichler und seinem Sieg in Râșnov hatte er aufgrund des hohen Punktevorsprungs zunächst den Gesamtweltcup gewonnen, wurde dann aber selbst disqualifiziert.
Bei den Nordischen Skiweltmeisterschaften 2021 in Oberstdorf verpasste er mit dem vierten Platz von der Normalschanze eine Medaille nur knapp, doch tags darauf holte er mit dem Mixed-Team die Silbermedaille. Noch vor den ersten Trainingseinheiten auf der Großschanze gab Granerud über das Medium Instagram bekannt, sich mit SARS-CoV-2 infiziert zu haben. Aufgrund seiner Infektion nahm er an keinen weiteren Wettbewerben der Weltmeisterschaften teil. Granerud galt aufgrund seiner Vorleistungen als Topfavorit.
Wenige Tage später wurde bekanntgegeben, dass für die abgesagte Raw Air 2021 keine adäquate Anzahl an Ersatzspringen festgelegt werden kann. Damit stand Granerud endgültig als vorzeitiger Gesamtsieger fest.

### Erfolgreichster Norweger: Saison 2021/22
In Nischni Tagil errang Granerud am 21. November 2021 bei starkem Schneefall seinen zwölften Weltcup-Sieg, nach seinem dritten Platz am Vortag, und war in der ewigen Bestenliste aller Weltcup-Siege damit der erfolgreichste Norweger. Bei der Vierschanzentournee 2021/22 landete er im Gesamtstand hinter Ryōyū Kobayashi und seinem Landsmann Marius Lindvik auf dem dritten Platz. Bei den Olympischen Winterspielen 2022 in Peking wurde er mit der norwegischen Mannschaft mit Daniel-André Tande, Robert Johansson und Marius Lindvik Vierter im Mannschaftsspringen der Herren. In den Einzelwettbewerben wurde er auf der Normalschanze 30. und von der Großschanze Achter. Die Saison 2021/22 beendete er im Gesamtweltcup mit nur vier Punkten Abstand auf den drittplatzierten Marius Lindvik auf dem vierten Platz.

### Erneuter Gesamtwertungssieger: Saison 2022/23
An den ersten vier Weltcup-Wochenenden der Saison 2022/23 war Dawid Kubacki der klar beste Springer. Granerud gehörte mit einem Sieg und einem zweiten Platz nur zur Verfolgergruppe. Nach Siegen in Oberstdorf und Garmisch-Partenkirchen wurde Granerud als Top-Favorit auf den Sieg der Vierschanzentournee 2022/23 gesehen. Er gewann diese dann nach einem zweiten Platz in Innsbruck und einem Sieg beim abschließenden Springen in Bischofshofen. In der anschließenden Saisonphase bis zu den Nordischen Skiweltmeisterschaften gewann Granerud sechs der elf Weltcups und stand neunmal auf dem Podium, wobei er am Weltcup in Râșnov nicht teilnahm. Bei den Nordischen Skiweltmeisterschaften 2023 in Planica gewann er Silber mit dem Mixed-Team und mit der Mannschaft. Die danach folgende norwegische Raw-Air-Tournee gewann Granerud und holte dabei zwei weitere Weltcupsiege. Den Gesamtweltcup gewann er zum zweiten Mal und mit einem großen Vorsprung vor Stefan Kraft: Granerud erzielte 2128 Punkte, Kraft 1790. Den Gesamtweltcup im Skifliegen gewann in dieser Saison hingegen Stefan Kraft: Granerud, auf dem zweiten Platz der Gesamtwertung, fehlten hierfür 30 Punkte.
Charakteristisch für ihn in dieser Saison war seine asymmetrische Arm- und Beinstellung, die ihn im Sprung stark nach rechts abdriften ließ.

## Siege

### Weltcupsiege im Einzel
| Nr. | Datum             | Ort                    | Typ           |
| --- | ----------------- | ---------------------- | ------------- |
| 01. | 29. November 2020 | Kuusamo                | Großschanze   |
| 02. | 5. Dezember 2020  | Nischni Tagil          | Großschanze   |
| 03. | 6. Dezember 2020  | Nischni Tagil          | Großschanze   |
| 04. | 19. Dezember 2020 | Engelberg              | Großschanze   |
| 05. | 20. Dezember 2020 | Engelberg              | Großschanze   |
| 06. | 10. Januar 2021   | Titisee-Neustadt       | Großschanze   |
| 07. | 30. Januar 2021   | Willingen              | Großschanze   |
| 08. | 31. Januar 2021   | Willingen              | Großschanze   |
| 09. | 6. Februar 2021   | Klingenthal            | Großschanze   |
| 10. | 7. Februar 2021   | Klingenthal            | Großschanze   |
| 11. | 14. Februar 2021  | Zakopane               | Großschanze   |
| 12. | 21. November 2021 | Nischni Tagil          | Großschanze   |
| 13. | 27. Februar 2022  | Lahti                  | Großschanze   |
| 14. | 27. November 2022 | Kuusamo                | Großschanze * |
| 15. | 29. Dezember 2022 | Oberstdorf             | Großschanze   |
| 16. | 1. Januar 2023    | Garmisch-Partenkirchen | Großschanze   |
| 17. | 6. Januar 2023    | Bischofshofen          | Großschanze   |
| 18. | 15. Januar 2023   | Zakopane               | Großschanze   |
| 19. | 28. Januar 2023   | Bad Mitterndorf        | Flugschanze   |
| 20. | 29. Januar 2023   | Bad Mitterndorf        | Flugschanze   |
| 21. | 4. Februar 2023   | Willingen              | Großschanze   |
| 22. | 5. Februar 2023   | Willingen              | Großschanze   |
| 23. | 12. Februar 2023  | Lake Placid            | Großschanze   |
| 24. | 14. März 2023     | Lillehammer            | Großschanze   |
| 25. | 18. März 2023     | Vikersund              | Flugschanze   |

* ex aequo mit Stefan Kraft

### Weltcupsiege im Team
| Nr. | Datum            | Ort       | Typ                 |
| --- | ---------------- | --------- | ------------------- |
| 01. | 23. Januar 2021  | Lahti     | Großschanze         |
| 02. | 20. Februar 2021 | Râșnov    | Normalschanze Mixed |
| 03. | 3. Februar 2023  | Willingen | Großschanze Mixed   |
| 04. | 2. März 2024     | Lahti     | Großschanze         |

### Grand-Prix-Siege im Einzel
| Nr. | Datum              | Ort              | Typ           |
| --- | ------------------ | ---------------- | ------------- |
| 01. | 5. September 2021  | Schtschutschinsk | Normalschanze |
| 02. | 5. September 2021  | Schtschutschinsk | Normalschanze |
| 03. | 11. September 2021 | Tschaikowski     | Großschanze   |

### Grand-Prix-Siege im Team
| Nr. | Datum              | Ort          | Typ               |
| --- | ------------------ | ------------ | ----------------- |
| 1.  | 12. September 2021 | Tschaikowski | Großschanze Mixed |

### Continental-Cup-Siege im Einzel
| Nr. | Datum              | Ort              | Typ           |
| --- | ------------------ | ---------------- | ------------- |
| 01. | 14. Februar 2015   | Lahti            | Großschanze   |
| 02. | 1. März 2015       | Titisee-Neustadt | Großschanze   |
| 03. | 19. September 2015 | Oslo             | Normalschanze |
| 04. | 27. Dezember 2016  | Engelberg        | Großschanze   |
| 05. | 26. Februar 2017   | Iron Mountain    | Großschanze   |
| 06. | 11. Februar 2018   | Iron Mountain    | Großschanze   |

## Statistik

### Weltcup-Platzierungen
| Saison  | Platz | Punkte |
| ------- | ----- | ------ |
| 2016/17 | 42.   | 0050   |
| 2017/18 | 20.   | 0280   |
| 2018/19 | 15.   | 0422   |
| 2019/20 | 61.   | 0008   |
| 2020/21 | 01.   | 1572   |
| 2021/22 | 04.   | 1227   |
| 2022/23 | 01.   | 2128   |
| 2023/24 | 24.   | 0409   |
| 2024/25 | 20.   | 0267   |

### Vierschanzentournee-Platzierungen
| Saison  | Platz | Punkte |
| ------- | ----- | ------ |
| 2015/16 | 55.   | 0200,8 |
| 2016/17 | 32.   | 0540,0 |
| 2017/18 | 24.   | 0809,3 |
| 2018/19 | 35.   | 0503,4 |
| 2020/21 | 04.   | 1057,4 |
| 2021/22 | 03.   | 1128,2 |
| 2022/23 | 01.   | 1191,2 |
| 2023/24 | 27.   | 0712,8 |
| 2024/25 | 18.   | 0941,6 |

### Grand-Prix-Platzierungen
| Saison | Platz | Punkte |
| ------ | ----- | ------ |
| 2016   | 22.   | 0097   |
| 2017   | 18.   | 0137   |
| 2018   | 20.   | 0096   |
| 2019   | 22.   | 0100   |
| 2021   | 01.   | 0380   |
| 2022   | 42.   | 0032   |
| 2023   | 41.   | 0050   |
| 2024   | 18.   | 0127   |

### Continental-Cup-Platzierungen
| Saison  | Platz | Punkte |
| ------- | ----- | ------ |
| 2014/15 | 21.   | 0445   |
| 2015/16 | 05.   | 0722   |
| 2016/17 | 10.   | 0721   |
| 2017/18 | 35.   | 0300   |
| 2019/20 | 62.   | 0106   |

### FIS-Cup-Platzierungen
| Saison  | Platz | Punkte |
| ------- | ----- | ------ |
| 2013/14 | 163.  | 0026   |

### Schanzenrekorde
Den Schanzenrekord hält er für die Sommernutzung der K-55-Schanze am Paradiskullen im schwedischen Örnsköldsvik mit 63,0 Metern, die er dort am 27. Juni 2008 sprang. Das sind 5,5 Meter weiter als der vorherige Winter-Schanzenrekord von Alexander Lehto vom 27. Januar 2008. Bei der Qualifikation zum Weltcupspringen auf der Rukatunturi-Schanze am 27. November 2022 gelang ihm ein Schanzenrekord von 150,5 m.
| Schanze                | Schanzengröße  | Ort          | Land     | Weite   | aufgestellt am    | Rekord bis |
| ---------------------- | -------------- | ------------ | -------- | ------- | ----------------- | ---------- |
| Paradiskullen (Sommer) | K 55           | Örnsköldsvik | Schweden | 63,0 m  | 27. Juni 2008     | aktuell    |
| Rukatunturi-Schanze    | Hillsize HS142 | Ruka         | Finnland | 150,5 m | 27. November 2022 | aktuell    |